# Пеньковський Валентин Антонович
Валентин Антонович Пеньковський (14 квітня 1904, місто Могильов, тепер Білорусь — 26 квітня 1969, місто Мінськ, тепер Білорусь) — радянський військовий діяч, командувач військ Далекосхідного і Білоруського військових округів, генерал армії (5.05.1961). Кандидат у члени ЦК КПРС у 1961—1969 роках. Депутат Верховної Ради СРСР 5—7-го скликань.

## Життєпис
Народився в родині робітника-залізничника. У 1919 році працював робітником на залізниці.
У Червоній армії з жовтня 1920 році, вступив добровольцем. Служив червоноармійцем в частинах Військ внутрішньої охорони республіки (ВОХР) в місті Орші. У 1922 році закінчив 21-і кавалерійські курси Петроградського військового округу. Під час навчання був зарахований до складу зведеного ескадрону курсантів і в його рядах брав участь в бойових діях в Карелії. Після закінчення курсів з вересня 1922 року служив помічником командира взводу 21-х кавалерійських курсів. У грудні 1922 року зарахований курсантом 2-ї кавалерійської школи в Петрограді. У квітні 1923 року звільнений в запас у зв'язку зі скороченням РСЧА.
У 1923 повернувся до міста Орші, працював секретарем окружного комітету комсомолу, також вступив до місцевого загін ЧОН і активно брав участь в боротьбі з бандитизмом.
З жовтня 1924 року знову в Червоній армії, був направлений на навчання.
Член ВКП(б) з 1926 року.
У 1927 році закінчив Об'єднану військову школу імені ЦВК Білоруської РСР в Мінську. Після її закінчення залишений в школі, служив командиром взводу курсантів, курсовим командиром.
З жовтня 1929 року — командир артилерійської батареї 27-го артилерійського полку 27-ї Омської стрілецької дивізії Білоруського військового округу (місто Вітебськ). З травня 1931 року служив у 8-му полку протиповітряної оборони Білоруського військового: помічник командира і командир навчального дивізіону, помічник командира полку із матеріально-технічного забезпечення.
У 1933 році закінчив Курси удосконалення командного складу зенітної артилерії в Севастополі. З травня 1933 року — командир окремого зенітного дивізіону в Кременчуці, з травня 1935 року — командир дивізіону курсантів в Севастопольському училищі зенітної артилерії.
У червні 1938 року капітан Пеньковський був заарештований органами НКВС СРСР і в тому ж місяці звільнений з Червоної армії. Майже два роки перебував у в'язниці під слідством, звільнений в квітні 1940 року за відсутністю провини.
Після звільнення з ув'язнення відновлений в РСЧА, призначений командиром 254-го окремого зенітного дивізіону в Київському військовому окрузі, з жовтня 1940 року навчався на Курсах удосконалення командного складу зенітної артилерії в Євпаторії. Після їх закінчення, з травня 1941 року — заступник начальника штабу Київської зони ППО і одночасно заступник начальника Управління ППО Київського особливого військового округу.
Учасник німецько-радянської війни. З серпня 1941 року — начальник штабу Управління ППО Південно-Західного фронту. У березні 1942 року призначений начальником ППО 40-ї армії Південно-Західного фронту, але на посаду не вступив і незабаром це призначення було скасовано. У квітні 1942 року призначений начальником ППО 21-ї армії Південно-Західного фронту. У травні 1942 року переведений з Військ ППО на самостійну командну роботу і призначений командиром 76-ї стрілецької дивізії імені Ворошилова в складі 21-ї армії, яка воювала на Південно-Західному і Сталінградському фронті. З серпня 1942 року — начальник штабу 21-ї армії (з квітня 1943 року — 6-ї гвардійської армії). Воював на Південно-Східному, Сталінградському, Донському, Воронезькому, 2-му Прибалтійському, 1-му Прибалтійському, Ленінградському фронтах.
З червня 1945 по травень 1946 року — начальник штабу 25-ї армії Приморської групи військ Далекосхідного фронту. У складі 1-го Далекосхідного фронту армія успішно діяла в Харбін-Гірінській наступальній операції радянсько-японської війни. Після війни 25-а армія дислокувалася на території Північної Кореї з штабом в Пхеньяні. 
У 1947 році закінчив Вищі академічні курси при Вищій військовій академії імені Ворошилова.
У січні 1947 — березні 1950 року — начальник штабу Прикарпатського військового округу.
У квітні 1950 — травні 1953 року — начальник штабу Приморського військового округу.
У червні 1953 — вересні 1954 року — начальник штабу Забайкальського військового округу.
У вересні 1954 — березні 1956 року — начальник штабу Далекосхідного військового округу.
У березні 1956 — липні 1961 року — командувач військ Далекосхідного військового округу.
У липні 1961 — липні 1964 року — командувач військ Білоруського військового округу.
У липні 1964 — травні 1968 року — заступник міністра оборони СРСР з бойової підготовки.
У травні 1968 — 26 квітня 1969 року — військовий інспектор-радник Групи генеральних інспекторів Міністерства оборони СРСР.
Помер 26 квітня 1969 року. Похований в Мінську на Східному цвинтарі.

## Військові звання
- Капітан (1936)
- Майор (1940)
- Підполковник (1941)
- Полковник (1941)
- Генерал-майор (1.10.1942)
- Генерал-лейтенант (13.09.1944)
- Генерал-полковник (8.08.1955)
- Генерал армії (5.05.1961)

## Нагороди
- два ордени Леніна (30.04.1947, 13.04.1964)
- п'ять орденів Червоного Прапора (13.12.1941, 4.02.1943, 3.11.1944, 13.06.1952, 22.02.1968)
- два ордени Кутузова І ст. (22.07.1944, 8.09.1945)
- орден Кутузова ІІ ст. (27.08.1943)
- орден Суворова ІІ ст. (29.06.1945)
- орден «Virtuti Militari» (Польська Народна Республіка)
- медалі
- Почесний громадянин міста Полоцька